# Deutscher Schauspielpreis 2024
Die Verleihung des Deutschen Schauspielpreises 2024 fand am 13. September im Club Theater Berlin am Potsdamer Platz in Berlin statt.

## Nominierungen
Die Nominierungs-Jury bestand 2024 aus Margarita Broich, Helene Grass, Marion Kracht, David Ruland, Abak Safaei-Rad, Tim Oliver Schultz und Nikolai Will. Die Jury für den Synchronpreis Die Stimme bestand aus Josephine Schmidt, Gundi Eberhard, Martin May, Beate Pfeiffer und Yannik Raiss.
Die Nominierungsparty fand im Juni 2024 im Restaurant Grace im Hotel Zoo Berlin statt, die Preisverleihung erstmals im Club Theater Berlin am Potsdamer Platz in Berlin.

## Nominierte und Preisträger

### Schauspieler in einer dramatischen Hauptrolle
Johanna Gastdorf für Eher fliegen hier UFOs
Franziska Hartmann für Monster im Kopf
Valerie Neuenfels für Der Fall Marianne Voss
Birgit Minichmayr für Mit einem Tiger schlafen
Thorsten Merten für Nackt über Berlin
Lars Eidinger für Zeit Verbrechen

### Schauspieler in einer dramatischen Nebenrolle
Lore Stefanek für Schlamassel
Nicolas Garin für Aufgestaut
Markus John für Eher fliegen hier UFOs
Corinna Kirchhoff für Paradise

### Schauspieler in einer komödiantischen Rolle
Merlin Sandmeyer für Die Discounter (Staffel 3)
Jing Xiang für Beasts Like Us
Laura Tonke für Sexuell verfügbar
Dela Dabulamanzi für The Woddafucka Thing

### Schauspieler in einer episodischen Rolle
Susanne Bredehöft für SOKO Köln – Der Sturm op et Rodhuus
Franziska Junge für Notruf Hafenkante – Abschied
Julischka Eichel für SOKO Leipzig – Fürchte dich nicht
Andreas Anke für SOKO Leipzig – Schatten der Vergangenheit

### Duo
Bjarne Mädel und Katrin Wichmann für Sörensen fängt Feuer
Lorenzo Germeno und Anh Khoa Tran für Nackt über Berlin
Hannah Schiller und Katja Riemann für Reset – Wie weit willst du gehen?

### Nachwuchs
Luise von Stein für Everyone is f*cking crazy
Bogdan Iancu für Der Bremerhaven-Krimi: Tödliche Fracht
Florian Geißelmann für Wer wir sind
Samuel Benito für Zeit Verbrechen

### Starker Auftritt
Kübra Sekin für Die Chefin – Millionen Gründe
Andrei Viorel Tacu für Die Notärztin – Undank
Jonas Stenzel für Everyone is f*cking crazy
Maximilian Scheidt für Polizeiruf 110: Diebe

### Synchronpreis „Die Stimme“
Frank Röth
Franciska Friede
Norman Matt

### Ehrenpreis „Lebenswerk“
- Charles Brauer[7]

### Ehrenpreis „Inspiration“
- Axel Voss[7]

### Ensemblepreis
- Zeit Verbrechen[8]

### Deutscher Fairnesspreis
- Mai Thi Nguyen-Kim

### Therese-Giehse-Preis
- David Ruland für Die Möwe und Postkarten aus dem Osten an der Berliner Schaubühne[9]